# Benjamin Byron Davis
Benjamin Byron Davis (Boston, Massachusetts, 21 juni 1972) is een Amerikaanse acteur, schrijver en regisseur. Hij speelt onder andere in televisieseries zoals Without a Trace, Criminal Minds, NCIS: Los Angeles en Bones bijvoorbeeld. Davis speelde ook in 2018 in de film Ant-Man and the Wasp uit de succesvolle filmreeks Marvel Cinematic Universe. Daarnaast verzorgde hij ook de stem en de motion capture van het personage Dutch van der Linde uit de Red Dead videogames van Rockstar Games. Hij kwam voor in Red Dead Redemption uit 2010, en de prequel uit 2018 Red Dead Redemption 2.

## Biografie
Davis werd geboren in 1972 in Boston en heeft 3 broers. Davis ging naar de Noble and Greenough School en ging daarna naar de Universiteit van Chicago waar hij theater studeerde, en daarna nog naar de NYU's Tisch School of the Arts.

## Filmografie

### Films
| Jaar | Titel                          | Rol            |
| ---- | ------------------------------ | -------------- |
| 1998 | Getting Personal               | Bart           |
| 1999 | Flushed                        | Zeius          |
| 2005 | Black Eyed Sue                 | Osbourne Crawl |
| 2005 | Untitled Susie Essman Project  | Barman         |
| 2006 | Lies & Alibis                  | Barman         |
| 2008 | Miracle of Phil                | Barman         |
| 2008 | Q: Secret Agent                | Agent Briggs   |
| 2011 | CIS: Las Gidi                  | Captain Regis  |
| 2011 | Talida                         | Radomir        |
| 2012 | Faded                          | Big Man        |
| 2013 | Somewhere Slow                 | Steve          |
| 2015 | I'm Patrick, and You're Insane | Dr. Gooch      |
| 2016 | X Ambassadors: Low Life        | Bar Patron     |
| 2016 | The Belko Experiment           | Antonio Fowler |
| 2017 | Madtown                        | DA Ed Gooch    |
| 2018 | Ant-Man and the Wasp           | Agent Burleigh |
| 2018 | Stay                           | Large Man      |
| 2023 | Guardians of the Galaxy Vol. 3 | Bletelsnort    |
| 2024 | Borderlands                    | Marcus         |

### Series
| Jaar | Titel                 | Rol                    |
| ---- | --------------------- | ---------------------- |
| 1999 | Chowdaheads           | Buff Bagwell           |
| 2002 | Six Feet Under        | Doctor                 |
| 2002 | Off Centre            | Big Guy #2             |
| 2002 | MADtv                 | Balloon Guy            |
| 2004 | Las Vegas             | James L. Nelson        |
| 2005 | The Comeback          | Red Carpet Coordinator |
| 2006 | Drake & Josh          | Jerk in Line           |
| 2006 | Related               | Liquor Supplier #1     |
| 2006 | Windfall              | Lottery Winner         |
| 2006 | Standoff              | Clumsy Man             |
| 2006 | Gilmore Girls         | Tow Truck Driver       |
| 2007 | Heroes                | Linderman's Guard #2   |
| 2008 | Without a Trace       | Dale Kinecki           |
| 2009 | Criminal Minds        | Burt Lang              |
| 2010 | NCIS: Los Angeles     | Waiter                 |
| 2010 | Medium                | Aaron Foley            |
| 2010 | Sonny With a Chance   | Savage Stan            |
| 2010 | Desperate Housewives  | Ex-Con                 |
| 2010 | Twentysixmiles        | Police Officer         |
| 2011 | The Homes             | Mr. Hanson             |
| 2011 | Bones                 | Tariq Grazdani         |
| 2011 | Chuck                 | Villain                |
| 2012 | Up All Night          | Man at Taco Stand      |
| 2013 | The Goodwin Games     | Prison Guard           |
| 2013 | Ironside              | Large Russian          |
| 2014 | How I Met Your Mother | Burly Guy              |
| 2014 | Parks and Recreation  | Foreman George         |
| 2016 | Rizzoli & Isles       | Hank Mills             |
| 2019 | The Grindhouse Radio  | Big Ben Davis          |
| 2025 | Creature Commandos    | Rupert Thorne (stem)   |

### Videogames
| Jaar | Titel                         | Rol                           |
| ---- | ----------------------------- | ----------------------------- |
| 2004 | Grand Theft Auto: San Andreas | Pedestrian / Radio Commercial |
| 2010 | Red Dead Redemption           | Dutch van der Linde / Nastas  |
| 2011 | L.A. Noire                    | Paul Kadarowski               |
| 2018 | Red Dead Redemption 2         | Dutch van der Linde           |